# R5 (Jordanien)
Die Route 5 ist eine Fernstraße in Jordanien. Sie verläuft in Nord-Süd-Richtung durch die arabische Wüste und ist 420 km lang. Sie beginnt an der Route 10 im Nordosten des Landes und endet an der Grenze zu Saudi-Arabien bei El Mudawwara.

## Straßenbeschreibung
Die Route 5 beginnt in etwa 120 Kilometer östlich von Amman bei Safawi an der Route 10, der Straße von Irbid nach Bagdad. Südlich der Kreuzung befindet sich die Prince Hasan Airbase. Die Straße ist einspurig und führt nach Süden durch die karge Steinwüste. Es gibt auf den ersten 50 Kilometern nur zwei Dörfer auf der Strecke. Südlich von Azraq ed Duruz erfolgt eine doppelte Nummerierung mit der Route 30 die von Zarqa in Richtung der saudischen Grenze führt. Durch eine Kreuzung mit der Route 30 nach ca. 25 Kilometer verläuft die Route wieder weiter nach Süden. Die Route 5 kommt dabei bis an weniger als 20 Kilometer an die saudische Grenze heran. Entlang der Strecke gibt es keinen Ort von größerer Bedeutung. Eine Ausnahme bildet die Stadt Maʿan, die Straße wird dabei an die Stadt Richtung Westen herangeführt, kreuzt dort die Route 15 und führt wieder nach Osten, um dann nach Süden zur Grenze nach Saudi-Arabien weiter zu verlaufen. Auf saudischer Seite setzt sich die Straße als Route 15 nach Tabuk und Medina fort.

## Geschichte
Die Route 5 ist von Bedeutung, da vor allem der nördliche Teil den Verkehr von Amman nach Bagdad aufnimmt. Der südliche Teil ist von nachrangiger Bedeutung, obwohl es eine der wenigen Strecken nach Saudi-Arabien ist. Da es keine weiteren Straßen im Osten von Jordanien gibt, ergibt sich noch besondere Bedeutung für den Verkehr nach Medina und Mekka. Die Strecke ist aufgrund der geringen Verkehrsdichte nicht autobahnähnlich ausgebaut, jedoch ist die Strecke komplett asphaltiert.